# Meziparlamentní výměna informací týkajících se Evropské unie
Meziparlamentní výměna informací týkajících se Evropské unie (anglicky Interparliamentary EU Information Exchange; IPEX) je platforma sloužící vnitrostátním parlamentům členských států EU a Evropskému parlamentu pro výměnu informací, které se týkají aktivit souvisejících s Evropskou unií, a to zejména ve světle ustanovení Lisabonské smlouvy. Úloha vnitrostátních parlamentů je zejména stanovena v Protokolu o úloze vnitrostátních parlamentů v Evropské unii a v Protokolu o používání zásad subsidiarity a proporcionality.

## Historie a role
Databáze IPEX - Interparliamentary EU-Information Exchange vznikla na základě doporučení Konference předsedů parlamentů Evropské unie, která se konala v Římě roku 2000 . V souladu se Směrnicí pro meziparlamentní spolupráci, která byla přijata v Haagu v roce 2004, proběhlo oficiální spuštění webových stránek v červnu 2006 během Konference předsedů parlamentů Evropské unie v Kodani. 
S cílem podpořit Konferenci předsedů, Konferenci parlamentních výborů pro evropské záležitosti (COSAC), setkání specializovaných výborů vnitrostátních parlamentů a Evropského parlamentu, meziparlamentní setkání a stálé zástupce vnitrostátních  parlamentů v Bruselu, patří IPEX mezi jeden z hlavních pilířů meziparlamentní komunikace o aktivitách týkajících se EU. 
IPEX má umožnit vnitrostátním parlamentům užší spolupráci a koordinaci jejich aktivit souvisejících s EU, a zároveň má více přiblížit tuto meziparlamentní spolupráci evropským občanům. Z tohoto důvodu IPEX nabízí základní navigaci na stránkách ve všech úředních jazycích EU. Vnitrostátní parlamenty mohou publikovat svá stanoviska a texty ve svých národních jazycích. V zájmu snadnějšího překonávání jazykové bariéry je ale vnitrostátním parlamentům připomínáno, aby důležité informace a přijatá stanoviska publikovaly v angličtině nebo ve francouzštině (alespoň ve formě krátkého souhrnu). 
V souladu s IPEX Guidelines dohlíží na chod IPEXu Správní rada (IPEX board). Rada je každoročně jmenována na setkání Kancléřů jednotlivých komor vnitrostátních parlamentů a Evropského Parlamentu. 
IPEX je spravován Centrální podporou (Central support), stálým IPEX zaměstnancem (IPEX information officer) a sítí IPEX korespondentů z jednotlivých komor vnitrostátních parlamentů.
Na IPEX mohou přispívat všechny vnitrostátní parlamenty členských států EU, parlamenty kandidátských zemí a také Evropský parlament. V zájmu propagace meziparlamentní spolupráce je IPEX také otevřen pro COSAC a Evropské centrum pro parlamentní výzkum a dokumentaci (ECPRD).

## Funkce IPEXu
IPEX nabízí následující možnosti:
- Přehled průběhu projednávání návrhů legislativních aktů pocházejících od evropských institucí (zejména od Evropské komise) ve vnitrostátních parlamentech a v Evropském parlamentu;
- Výměnu informací o projednávání legislativních návrhů mezi vnitrostátními parlamenty a Evropským parlamentem s důrazem na dodržování principu subsidiarity a proporcionality;
- Výměnu informací o konzultačních dokumentech pocházejících od Evropské komise v rámci tzv. „Neformálního politického dialogu“ (dříve znám jako „Barrosova iniciativa“);
- Kalendář meziparlamentních akcí;
- Odkazy na vnitrostátní parlamenty a Evropský parlament, jakož i odkazy na další internetové stránky  týkající se meziparlamentní spolupráce v rámci EU, nabízející např. informace o institucionálních procedurách v záležitostech týkajících se EU.

Tato výměna informací probíhá prostřednictvím následujících nástrojů: Databáze, Fórum a sekce Novinek.
Součástí internetové stránky IPEX jsou také stránky obsahující informace a dokumenty k řadě meziparlamentních konferencí: Konference předsedů parlamentů EU, Konference parlamentních výborů pro evropské záležitosti (COSAC), Konference ke společné zahraniční a bezpečností politice (SZBP)/společné bezpečnostní a obranné politice (SBOP),Meziparlamentní konference ke stabilitě, hospodářské koordinaci a správě v EU či  Skupina pro společnou parlamentní kontrolu Europolu (JPSG) .

## Další informace
- European Commission, Relations with the European Parliament, the European Ombudsman, the European Economic and Social Committee, the Committee of the Regions and the National Parliaments
- European Parliament, Relations with National Parliaments
- Senát Parlamentu ČR na IPEXu Archivováno 4. 3. 2016 na Wayback Machine.
- Poslanecká sněmovna Parlamentu ČR na IPEXu Archivováno 5. 6. 2012 na Wayback Machine.
- Směrnice pro meziparlamentní spolupráci Archivováno 3. 4. 2012 na Wayback Machine. dostupné pouze v anglickém znění
- IPEX Guidelines Archivováno 3. 4. 2012 na Wayback Machine. dostupné pouze v anglickém znění
- Konference předsedů parlamentů Evropské unie